# Arkesilaos (Konsul)
Arkesilaos (latinisiert auch Arcesilaus) war römischer Konsul im Jahr 267 n. Chr.
Arkesilaos bekleidete das Konsulat (posterior) 267 gemeinsam mit Paternus unter der Herrschaft des Kaisers Gallienus inmitten der Reichskrise des 3. Jahrhunderts. Außer seinem Konsulat ist über ihn nichts Gesichertes bekannt. Er könnte der Sohn oder Enkel eines Titus Flavius Arcesilaus gewesen sein, der als Flamen der Arvalbrüder und in den 220er Jahren als magister creatus diente, also ein hoher Priester war. Eine Heiligenvita der Märtyrerinnen Rufina und Secunda aus dem 5. Jahrhundert erwähnt außerdem einen comes in Rom und Italien, der identisch mit dem Konsul sein könnte.